# Borneodendron aenigmaticum
Borneodendron es un género monotípico perteneciente a la familia de las euforbiáceas. Su única  especie: Borneodendron aenigmaticum, es nativa de Borneo. 

## Taxonomía
Borneodendron aenigmaticum fue descrita por Herbert Kenneth Airy Shaw y publicado en Kew Bulletin 16: 359. 1963.